# Pheronous ogdeni
Pheronous ogdeni är en rundmaskart som beskrevs av John Inglis 1966. Pheronous ogdeni ingår i släktet Pheronous och familjen Ironidae. Inga underarter finns listade i Catalogue of Life.